# Вечерний экспресс «Сансет Лимитед» (пьеса)
«Вечерний экспресс „Сансет Лимитед“» (англ. "The Sunset Limited") — пьеса американского писателя Кормака Маккарти. Это вторая опубликованная пьеса Маккарти. Её премьера состоялась в театре Степпенвульф в Чикаго 18 мая 2006 года, а позже в том же году она была поставлена в Нью-Йорке. Пьеса была опубликована в мягкой обложке примерно в то же время, когда она открылась в Нью-Йорке. Некоторые считают её скорее романом, чем настоящей пьесой, отчасти из-за её подзаголовка «Роман в драматической форме».

## Сюжет
В пьесе участвуют только два безымянных персонажа, обозначенных как «Белый» (изначально его играл Остин Пендлтон) и «Чёрный» (изначально его играл Фримен Коффи), в соответствии с цветом их кожи. За кулисами, непосредственно перед началом пьесы, Чёрный спасает Белого от попытки броситься под поезд. Название «Вечерний экспресс „Сансет Лимитед“» (англ. "The Sunset Limited") происходит от названия пассажирского поезда, курсирующего из Нового Орлеана в Лос-Анджелес. Всё действие происходит в скромной квартире Чёрного, куда персонажи отправляются (по настоянию Чёрного) после встречи на платформе. Чёрный — бывший заключённый и евангельский христианин. Белый — атеист и профессор. Они обсуждают смысл человеческих страданий, существование Бога и правомерность попытки самоубийства Белого.

## Критическое восприятие
Критики двух крупнейших газет в двух основных городах, где открылась пьеса, отметили проблемы с определением жанра произведения.
Критик Chicago Tribune Крис Джонс отмечает, что пьеса едва ли является традиционным театром, поскольку историю двигает диалог, а не действие, однако язык Маккарти настолько богат, что компенсирует недостаток событий. «Вот бы Маккарти написал настоящую пьесу», — пишет Джонс.
The New York Times называет пьесу «поэмой в честь смерти», однако в бумажной версии пьесы (как бы предвосхищая критику) присутствует интригующий подзаголовок «роман в драматической форме», который поднимает множество вопросов о правильном жанре произведения.

## Экранизация
Пьеса была адаптирована для фильма самим драматургом. Версия, режиссёром и исполнительным продюсером которой выступил Томми Ли Джонс, премьера состоялась на HBO в феврале 2011 года. Джонс также сыграл главную роль вместе с Сэмюэлом Л. Джексоном.